# 莊園領主 (遊戲)
《莊園領主》是由波蘭獨立工作室Slavic Magic開發並由Hooded Horse發行在Windows、Xbox One和Xbox Series X/S平台上的即时战术城市建造遊戲。該作於2024年4月26日透過搶先體驗模式發行後隨即在Steam上成為最受期待的遊戲，獲超過300萬個用戶列入願望清單中。

## 遊戲玩法
舞台設在14世紀弗兰肯地區的《莊園領主》是一款包含即时战术元素的城市建造遊戲。遊戲暫時有三種範本模式，分別是「邁向繁榮」（Rise to Prosperity）、「恢復和平」（Restoring the Peace）與「情勢緊急」（On the Edge），且各自有不同的先決及勝利條件：「邁向繁榮」側重於平穩的城鎮建設；「情勢緊急」則與之相反，要求玩家發展軍隊來抵禦外敵；而「恢復和平」的玩法則介乎兩者之間，既要發展村落，也要擴張領地。除此之外，玩家在開始遊戲前可以調整諸如季節、物資數量或地圖外敵人等起始參數。
建設村莊的重點在於透過資源收集來拓展最初規模較小的定居地、管控供應鏈與擴張貿易網絡，同時也要應對分化城鎮內部凝聚力的威脅。遊戲強調細緻入微的歷史真確性，玩家因而需要徵收六種不同的稅收、在快速發展和天氣、環境退化（土地退化、森林破壞）等自然環境方面作出平衡。通常採用俯視式等距視角遊玩的《莊園領主》還有一項功能，令玩家能夠使用第三人稱相機視角來探索自己的村莊。

## 開發
《莊園領主》是格雷格·斯蒂琴日（Greg Styczeń）以個人工作室Slavic Magic名下獨力開發的作品，其早年的資金部分來自Patreon的捐款。他在2020年7月釋出遊戲預告片時定下「在Steam上獲14,000名玩家列入願望清單」的目標，但隨著玩家們的期望程度不斷上升，《莊園領主》於2024年1月便獲放進願望清單逾200萬次，更在搶先發行前四天突破三百萬大關，同時超過《黑帝斯II》，成為當時Steam上獲最多列進願望清單的遊戲。
該作原定在2023年底發行，但斯蒂琴日認為它需要「更好的完善和除錯」而將上架日期推遲至明年。《莊園領主》最終在2024年4月26日正式發佈搶先體驗。斯蒂琴日在發售前一週發佈聲明，表明玩家目前的版本仍未打磨完畢，而《莊園領主》是其開發的第一部作品，不應過分期待，他也無意挑戰全面战争系列與《天国：拯救》等角色扮演遊戲的地位。

## 反應
《莊園領主》正式發行前，評論家對例如2023年10月Xbox Partner Preview等演示大多抱正面評價，其中尤其讚揚作品的複雜程度。《Rock, Paper, Shotgun》的馬特·賈維斯（Matt Jarvis）形容其各方各面都充滿潛力且雄心壯志，並稱它是《全面战争》、《十字军之王》和世紀帝國系列等備受認可的佳作的混合體。該作也以相對較嚴謹的歷史準確性而著名，但斯蒂琴日在一訪談中回應指在某些層面上，遊戲玩法上的斟酌要先於歷史準確性的考究。
搶先體驗版上市後，評論家們對《莊園領主》評價仍大致正面，但皆認為需進一步的開發與優化。Eurogamer的羅伯特·普爾切斯（Robert Purchese）稱該作散發出的自信讓人察覺不到其實際為一人開發，作品裡的內容猶如一首引人入勝的鄉土風情田園詩，卻掩蓋不了例如複雜的貨幣並用系統、缺乏深度的戰鬥，以及無法控制村民而導致遊戲節奏緩慢等有待重大更新的缺點。IGN的莉亞娜·哈弗（Leana Hafer）形容7/10分的《莊園領主》是一部華美的中世紀城市建設遊戲，讓她花了好幾小時去設計自己的完美溫馨小村落，但也與普爾切斯一樣，認為其瑜不掩瑕，給人一種絕對還處於早期開發階段的感覺。TheGamer的哈利·阿爾斯頓（Harry Alston）則盛讚該作儘管尚未完成，但讓人身臨其境的城鎮建造、生動的敘事與即時戰術等元素充滿潛力，使它已足夠在同類型作品中脫穎而出。

## 外部連結
- 官方网站 （英文）
- Steam上的《莊園領主》官方網站